# Witlipkikker
De witlipkikker (Amnirana albolabris) is een kikker uit de familie Ranidae (echte kikkers). De soort werd voor het eerst wetenschappelijk beschreven door Edward Hallowell in 1856. Oorspronkelijk werd de wetenschappelijke naam Hyla albolabris gebruikt.

## Uiterlijke kenmerken
Dit zes tot tien centimeter lange dier heeft over de bovenlip een witte streep, opvallende huidplooien beiderzijds van de rug, een spitse snuit en hechtschijven aan de tenen. Tevens is het mannetje in het bezit van grote trommelvliezen.

## Voortplanting
In de paartijd ontwikkelt het mannetje grote klieren aan de voorpoten om een betere grip op het vrouwtje te hebben tijdens de paring. De kikkervisjes bezitten een huidzoom rond hun onderlip, waarvan de functie onbekend is.

## Verspreiding en habitat
Deze soort komt voor in West- en Midden-Afrika in regenwouden en lichter beboste landschappen.